# John Farnham
John Peter Farnham (Dagenham, 1949. július 1. –) brit születésű ausztrál énekes. 1967 és 1979 között Johnny Farnham néven a tinédzserek bálványozott előadója volt, ezt követően szélesebb közönségnek szóló zenei karrierbe kezdett. Legismertebb dala az 1986 szeptemberében megjelent "You're the Voice", amely az ausztrál kislemezlista élére tudott kerülni, a hozzá tartozó nagylemez, a Whispering Jack pedig 25 héten keresztül vezette a nagylemezlistát, valamint közel 1.7 millió eladott példánnyal minden idők második legnagyobb példányszámban eladott zenei albuma Ausztráliában, melyet csak Meat Loaf Bat Out of Hell-je tudott megelőzni. Az Ausztrália Rendje kitüntetés tiszti osztályának (AO) birtokosa. 
Farnham Ausztrália egyik legismertebb előadója, akinek munkásságát számos díjjal ismerték el: 1987-ben ő lett az Év Ausztrálja, 19 alkalommal nyert ARIA-díjat, melynek 2003-ban a Hall of Fame-jébe is beiktatták. 1969-től 5 éven át az év emberének választották a TV Week magazin olvasói.

## Diszkográfia

### Szóló stúdióalbumok
- Sadie (1968)
- Everybody Oughta Sing a Song (1968)
- Looking Through a Tear (1970)
- Christmas Is... Johnny Farnham (1970)
- Johnny (1971)
- Johnny Farnham Sings the Shows (1972)
- Hits Magic & Rock 'N Roll (1973)
- J.P. Farnham Sings (1975)
- Uncovered (1980)
- Whispering Jack (1986)
- Age of Reason (1988)
- Chain Reaction (1990)
- Then Again... (1993)
- Romeo's Heart (1996)
- 33⅓ (2000)
- The Last Time (2002)
- I Remember When I Was Young: Songs from the Great Australian Songbook (2005)
- Jack (2010)
- The Acoustic Chapel Sessions (2011)